# Mortes em setembro de 2023
Mortes em 2023: ← Janeiro – Fevereiro – Março – Abril – Maio – Junho – Julho – Agosto – Setembro – Outubro – Novembro – Dezembro →
Esta é uma relação de pessoas notáveis que morreram durante o mês de setembro de 2023, listando nome, nacionalidade, ocupação e ano de nascimento.

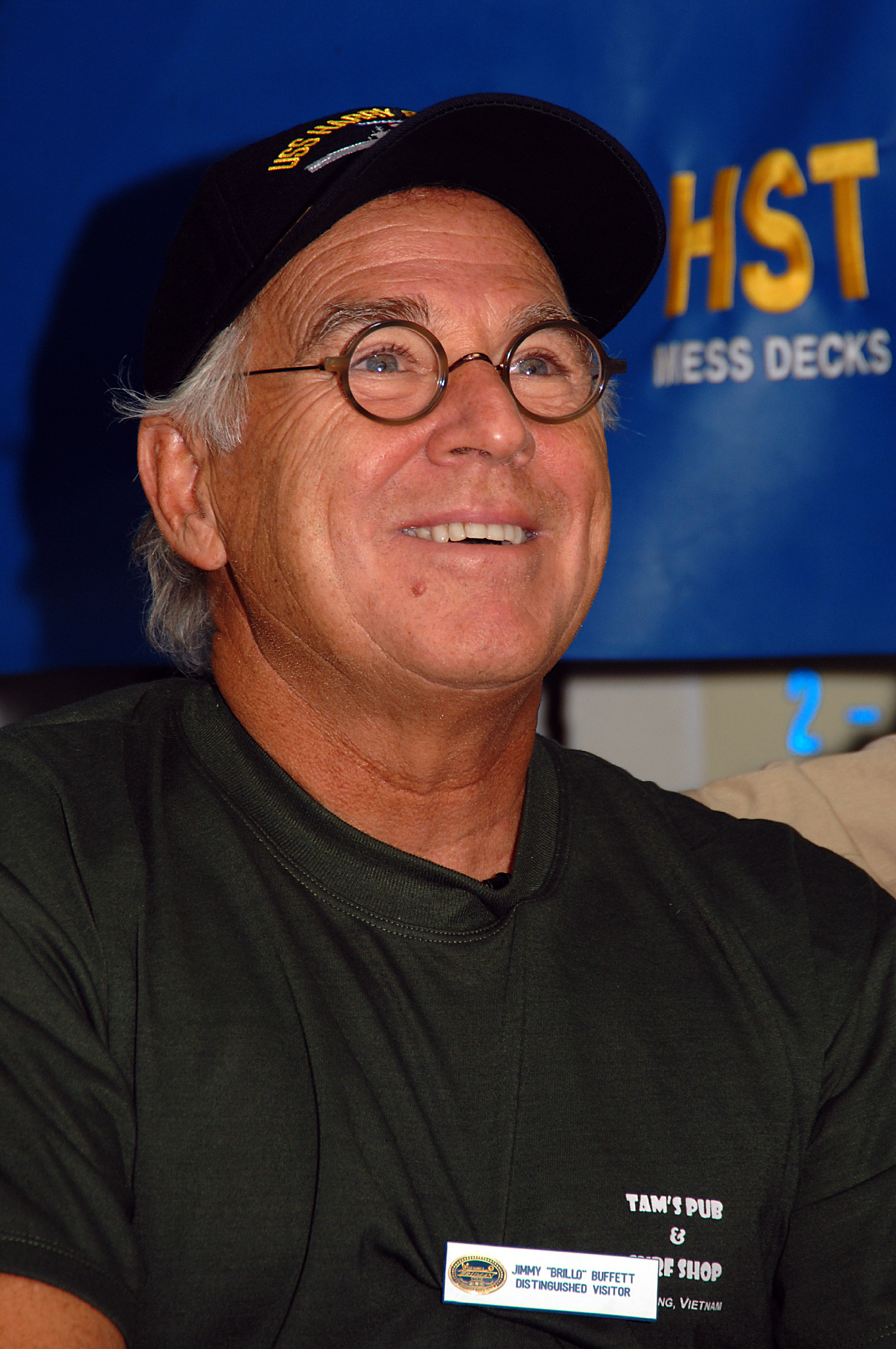
Jimmy Buffett, cantor e compositor estadunidense.

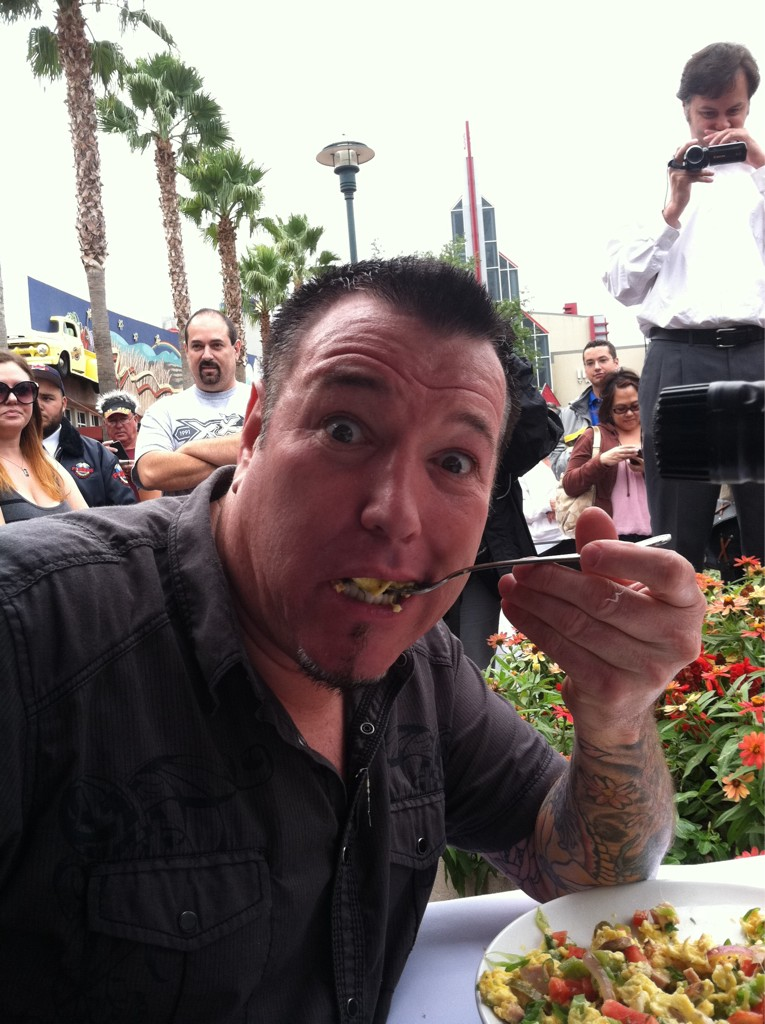
Steve Harwell, cantor estadunidense.

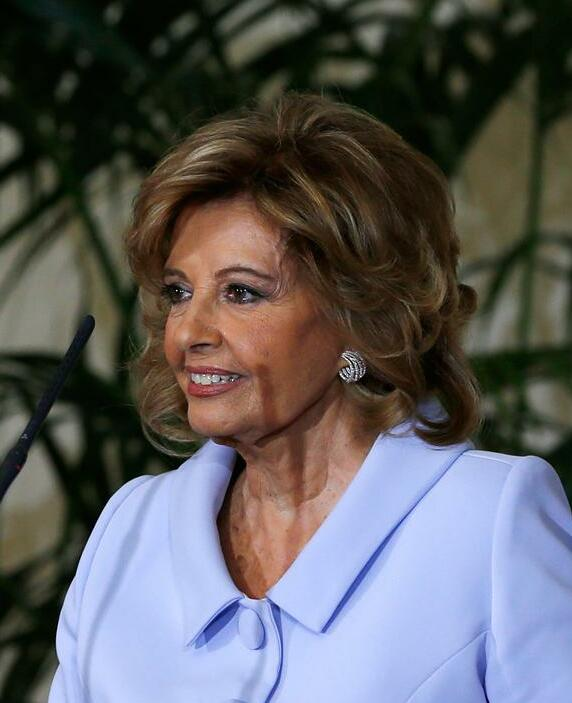
María Teresa Campos, apresentadora de televisão e jornalista espanhola.

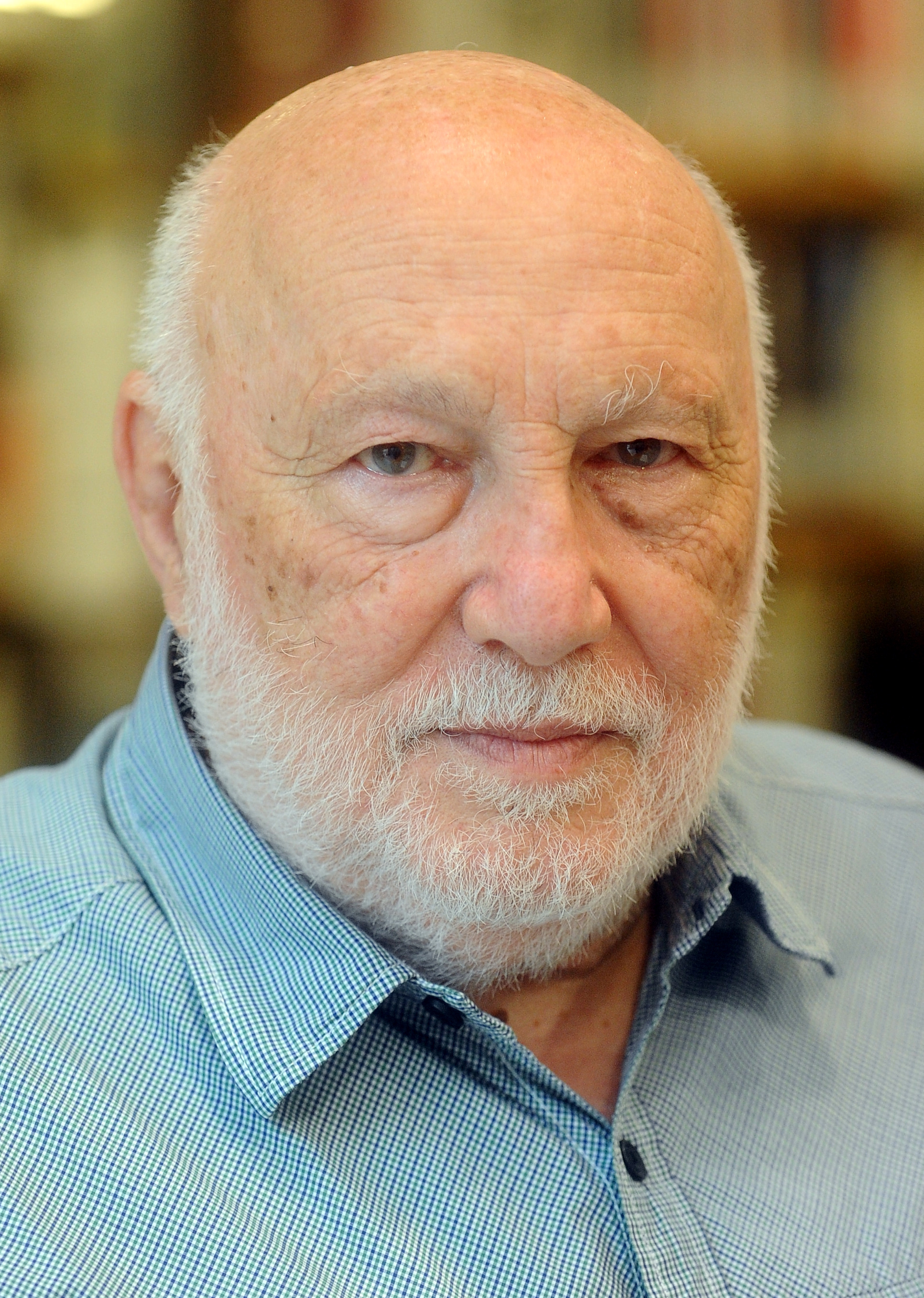
Domenico de Masi, sociólogo italiano.

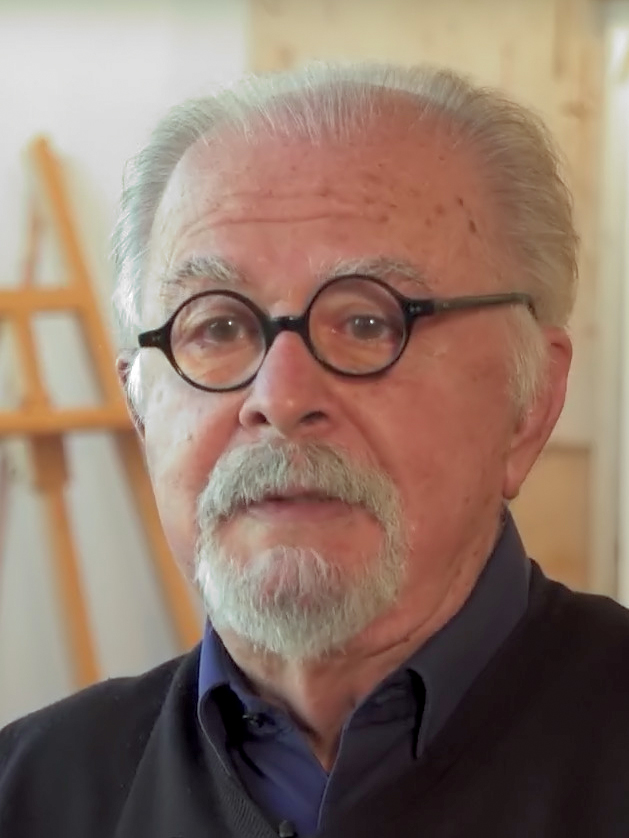
Fernando Botero, pintor e escultor colombiano.

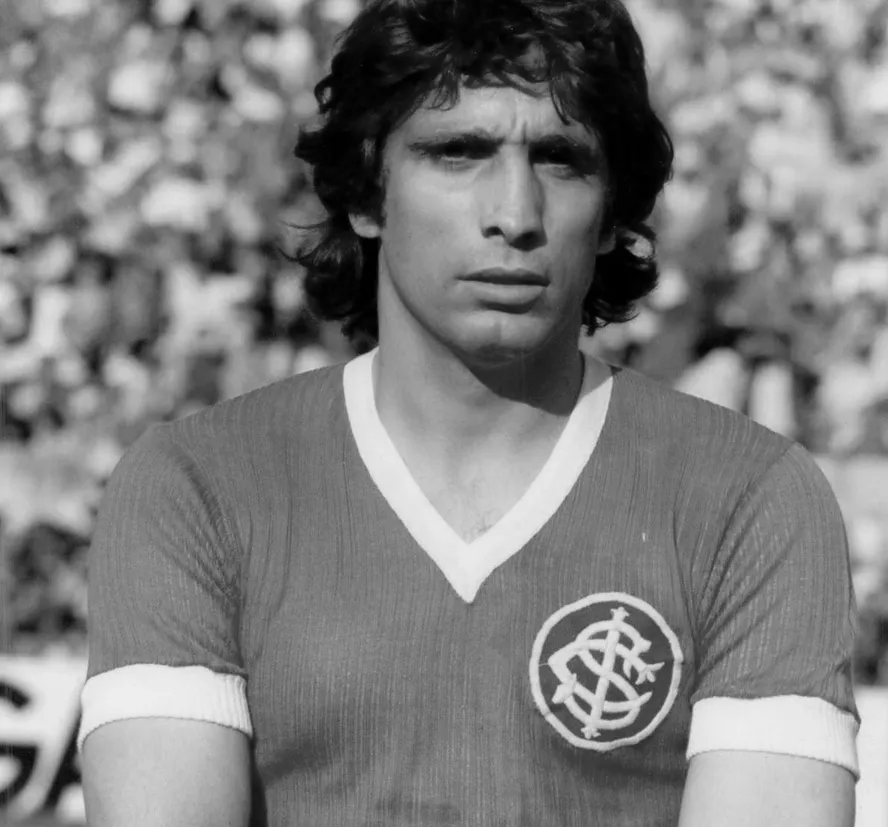
Marinho Peres, futebolista e treinador brasileiro.

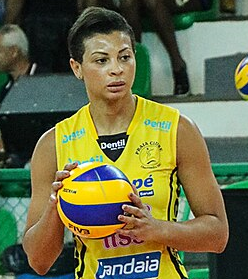
Walewska, voleibolista brasileira.

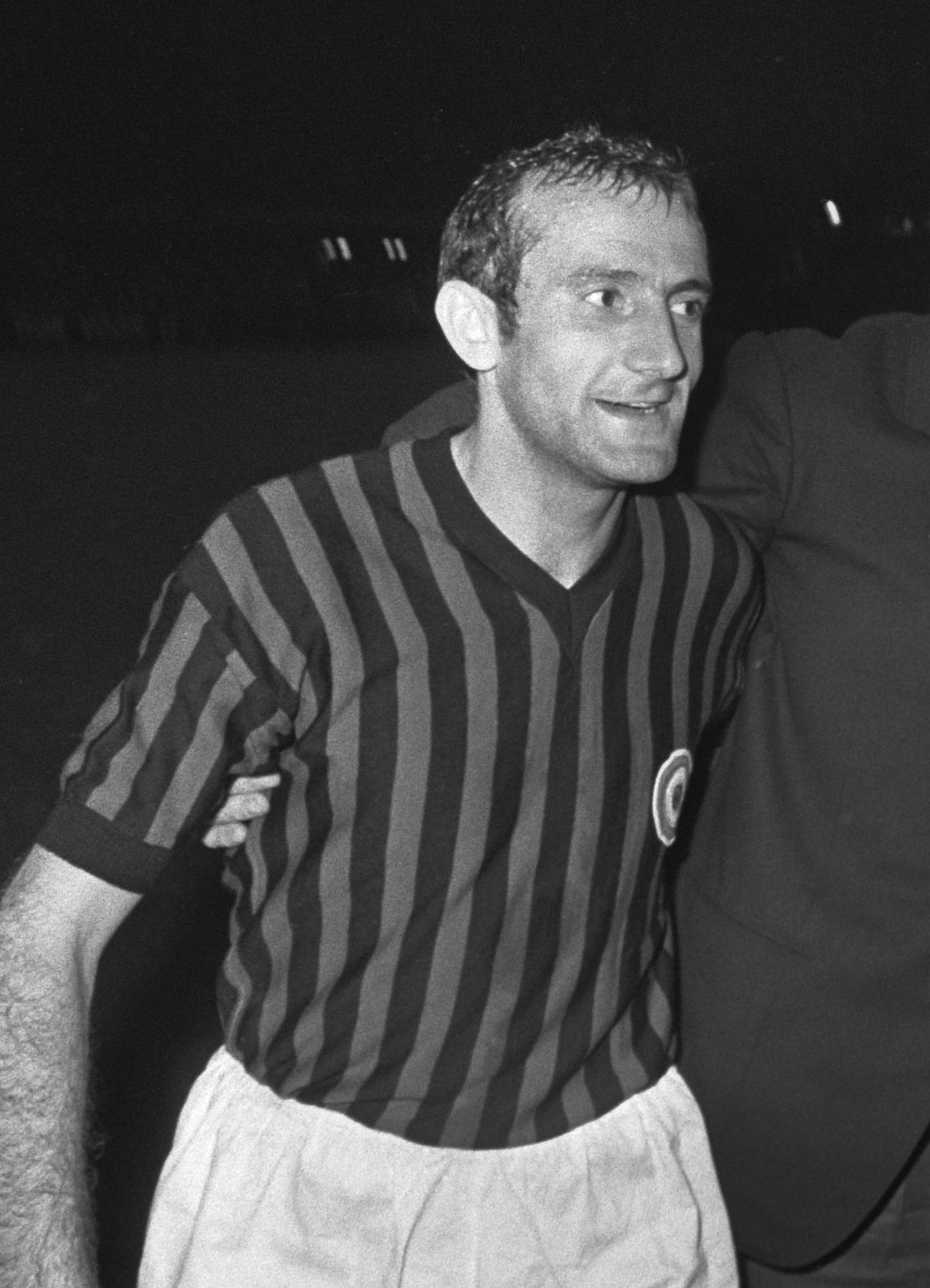
Giovanni Lodetti, futebolista italiano.

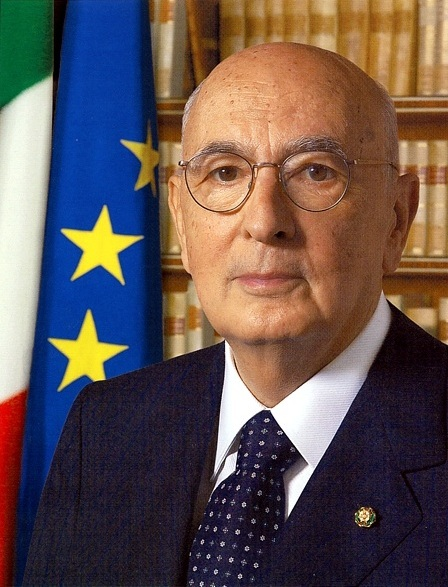
Giorgio Napolitano, político italiano.

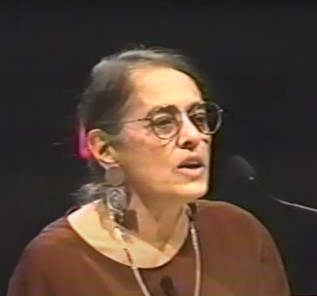
Evelyn Fox Keller, física e escritora estadunidense.

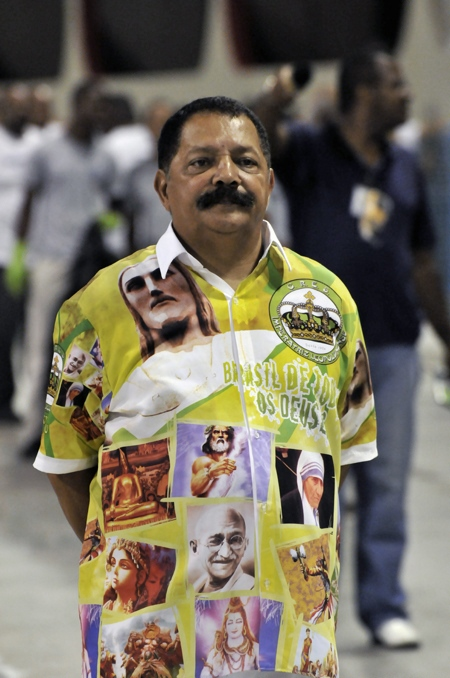
Max Lopes, carnavalesco brasileiro.

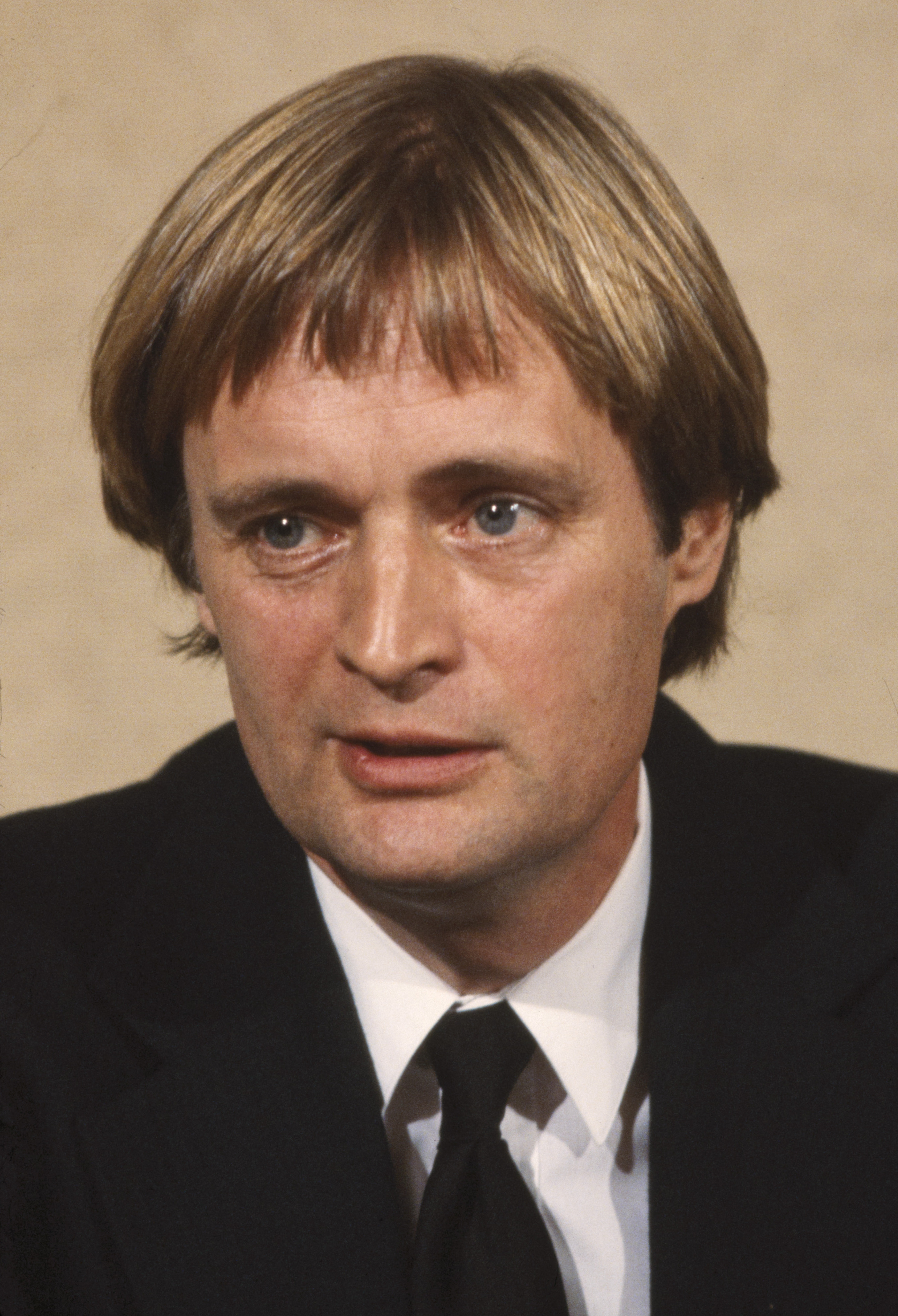
David McCallum, ator britânico.

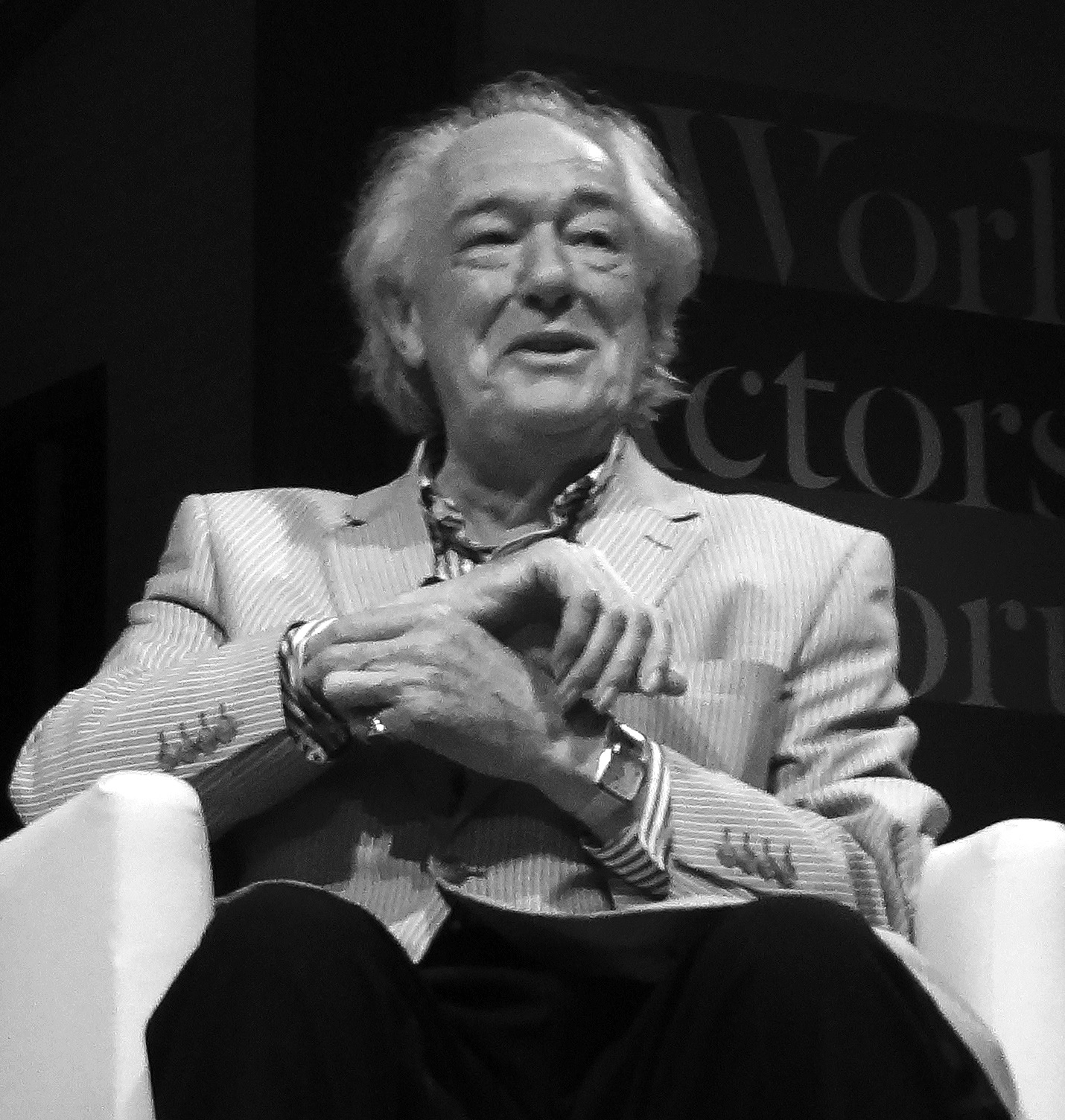
Michael Gambon, ator irlandês, naturalizado britânico.

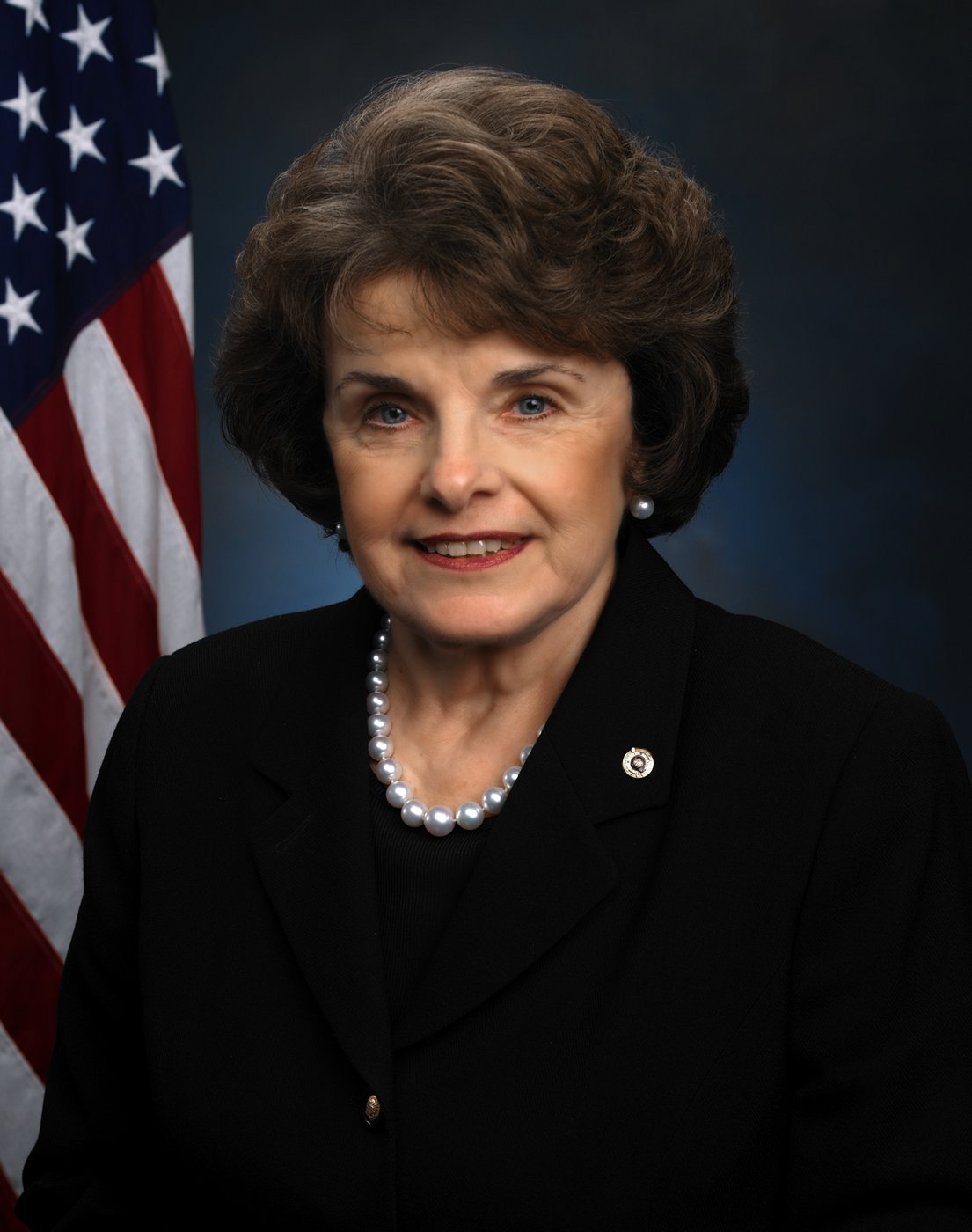
Dianne Feinstein, política estadunidense.

| Dia | Nome                               | Profissão ou motivo de reconhecimento                                 | Nacionalidade            | Nasc. | Ref    |
| --- | ---------------------------------- | --------------------------------------------------------------------- | ------------------------ | ----- | ------ |
| 1   | Jimmy Buffett                      | Cantor e compositor                                                   | Estados Unidos           | 1946  | [ 1 ]  |
| 1   | Bill Richardson                    | Político                                                              | Estados Unidos           | 1947  | [ 2 ]  |
| 2   | Sylvia da Silveira de Mello Vargas | Médica e professora                                                   | Brasil                   | ?     | [ 3 ]  |
| 2   | Walter Arlen                       | Compositor, crítico musical e professor acadêmico                     | Áustria/ Estados Unidos  | 1920  | [ 4 ]  |
| 3   | José Gregori                       | Jurista e político                                                    | Brasil                   | 1930  | [ 5 ]  |
| 4   | Steve Harwell                      | Cantor                                                                | Estados Unidos           | 1967  | [ 6 ]  |
| 4   | Ferid Murad                        | Médico e farmacologista                                               | Estados Unidos           | 1936  | [ 7 ]  |
| 4   | Jurate Rosales                     | Jornalista                                                            | Lituânia/ Venezuela      | 1929  | [ 8 ]  |
| 5   | María Teresa Campos                | Apresentadora de televisão e jornalista                               | Espanha                  | 1941  | [ 9 ]  |
| 5   | Albert Azaryan                     | Ginasta                                                               | Armênia/ União Soviética | 1929  | [ 10 ] |
| 5   | Antonio Galves                     | Matemático                                                            | Brasil                   | 1947  | [ 11 ] |
| 5   | Shabtai Shavit                     | Ex-chefe do Mossad                                                    | Israel                   | 1939  | [ 12 ] |
| 6   | Giuliano Montaldo                  | Cineasta                                                              | Itália                   | 1930  | [ 13 ] |
| 6   | Carlos Walter Porto-Gonçalves      | Geógrafo                                                              | Brasil                   | 1949  | [ 14 ] |
| 7   | Raimundo Varela                    | Jornalista                                                            | Brasil                   | 1947  | [ 15 ] |
| 8   | Dolores Nunes                      | Política                                                              | Brasil                   | 1941  | [ 16 ] |
| 8   | Alberto Setzer                     | Pesquisador e engenheiro                                              | Brasil                   | 1951  | [ 17 ] |
| 8   | Buichi Terasawa                    | Mangaká                                                               | Japão                    | 1955  | [ 18 ] |
| 8   | Carlos Durão Rodrigues             | Escritor e jornalista                                                 | Espanha                  | 1943  | [ 19 ] |
| 8   | Keith Usherwood Ingold             | Químico                                                               | Canadá/ Reino Unido      | 1929  | [ 20 ] |
| 9   | Mangosuthu Buthelezi               | Político                                                              | África do Sul            | 1928  | [ 21 ] |
| 9   | Domenico De Masi                   | Sociólogo                                                             | Itália                   | 1938  | [ 22 ] |
| 9   | Teodora Cardoso                    | Economista                                                            | Portugal                 | 1942  | [ 23 ] |
| 10  | Hernán Carrasco Vivanco            | Treinador de futebol                                                  | Chile                    | 1923  | [ 24 ] |
| 10  | Ian Wilmut                         | Biólogo                                                               | Reino Unido              | 1944  | [ 25 ] |
| 12  | Dominique Colonna                  | Futebolista                                                           | França                   | 1928  | [ 26 ] |
| 12  | Luiz Antônio Piá                   | Roteirista e diretor                                                  | Brasil                   | 1941  | [ 27 ] |
| 13  | Marcel Honorat Léon Agboton        | Prelado                                                               | Benim                    | 1941  | [ 28 ] |
| 13  | Basil van Rooyen                   | Automobilista                                                         | África do Sul            | 1939  | [ 29 ] |
| 13  | Joseph Kohn                        | Matemático                                                            | Estados Unidos           | 1932  | [ 30 ] |
| 15  | Fernando Botero                    | Pintor e escultor                                                     | Colômbia                 | 1932  | [ 31 ] |
| 15  | Burhan Sargın                      | Futebolista                                                           | Turquia                  | 1929  | [ 32 ] |
| 15  | Paulo Goulart                      | Futebolista                                                           | Brasil                   | 1955  | [ 33 ] |
| 15  | Billy Miller                       | Ator                                                                  | Estados Unidos           | 1979  | [ 34 ] |
| 16  | Abdul Ati al-Obeidi                | Político                                                              | Líbia                    | 1939  | [ 35 ] |
| 17  | Aleksandr Khvan                    | Diretor de cinema                                                     | Rússia/ União Soviética  | 1957  | [ 36 ] |
| 18  | Byun Hee-bong                      | Ator                                                                  | Coreia do Sul            | 1942  | [ 37 ] |
| 18  | Marinho Peres                      | Futebolista e treinador                                               | Brasil                   | 1947  | [ 38 ] |
| 19  | Harildo Deda                       | Ator e diretor                                                        | Brasil                   | 1939  | [ 39 ] |
| 19  | Billy Chemirmir                    | Assassino                                                             | Quênia/ Estados Unidos   | 1976  | [ 40 ] |
| 19  | Gianni Vattimo                     | Filósofo e político                                                   | Itália                   | 1936  | [ 41 ] |
| 20  | Ruth Fuchs                         | Atleta e política                                                     | Alemanha                 | 1946  | [ 42 ] |
| 20  | Camille Dimmer                     | Futebolista e político                                                | Luxemburgo               | 1939  | [ 43 ] |
| 20  | Katherine Anderson                 | Cantora                                                               | Estados Unidos           | 1944  | [ 44 ] |
| 21  | Odilon Polleunis                   | Futebolista                                                           | Bélgica                  | 1943  | [ 45 ] |
| 21  | Walewska                           | Voleibolista                                                          | Brasil                   | 1979  | [ 46 ] |
| 21  | Hubie Ginn                         | Jogador de futebol americano                                          | Estados Unidos           | 1947  | [ 47 ] |
| 21  | Jeremy Silman                      | Enxadrista                                                            | Estados Unidos           | 1957  | [ 48 ] |
| 21  | Maya Georgieva                     | Voleibolista                                                          | Bulgária                 | 1955  | [ 49 ] |
| 22  | Giovanni Lodetti                   | Futebolista                                                           | Itália                   | 1942  | [ 50 ] |
| 22  | Giorgio Napolitano                 | Político                                                              | Itália                   | 1925  | [ 51 ] |
| 22  | Maria Carmem Barbosa               | Dramaturga, roteirista e autora de telenovelas                        | Brasil                   | 1947  | [ 52 ] |
| 22  | Peter Horton                       | Cantor                                                                | Áustria/ Chéquia         | 1941  | [ 53 ] |
| 22  | Tereza Grossi                      | Contadora, administradora e primeira mulher diretora do Banco Central | Brasil                   | 1949  | [ 54 ] |
| 22  | Américo Lopes                      | Futebolista                                                           | Portugal                 | 1933  | [ 55 ] |
| 22  | Evelyn Fox Keller                  | Física e escritora                                                    | Estados Unidos           | 1936  | [ 56 ] |
| 23  | Víctor Manuel López Forero         | Prelado                                                               | Colômbia                 | 1931  | [ 57 ] |
| 23  | Max Lopes                          | Carnavalesco                                                          | Brasil                   | 1949  | [ 58 ] |
| 23  | Terry Kirkman                      | Músico                                                                | Estados Unidos           | 1939  | [ 59 ] |
| 24  | Matteo Messina Denaro              | Criminoso                                                             | Itália                   | 1962  | [ 60 ] |
| 24  | Tim Foley                          | Jogador de futebol americano                                          | Estados Unidos           | 1948  | [ 61 ] |
| 24  | Ana Maria de Almeida Camargo       | Historiadora e arquivista                                             | Brasil                   | 1945  | [ 62 ] |
| 24  | Avelino Tavares                    | Editor                                                                | Portugal                 | 1938  | [ 63 ] |
| 25  | David McCallum                     | Ator                                                                  | Reino Unido              | 1933  | [ 64 ] |
| 25  | Paulo André Barata                 | Cantor, compositor e instrumentista                                   | Brasil                   | 1946  | [ 65 ] |
| 25  | Zoleka Mandela                     | Escritora e ativista                                                  | África do Sul            | 1980  | [ 66 ] |
| 25  | Eugenio Calabi                     | Matemático                                                            | Itália/ Estados Unidos   | 1923  | [ 67 ] |
| 28  | M. S. Swaminathan                  | Agrônomo e cientista                                                  | Índia                    | 1925  | [ 68 ] |
| 28  | Michael Gambon                     | Ator                                                                  | Irlanda/ Reino Unido     | 1940  | [ 69 ] |
| 28  | Dianne Feinstein                   | Política                                                              | Estados Unidos           | 1933  | [ 70 ] |
| 29  | Saad Eddin Ibrahim                 | Sociólogo                                                             | Egito                    | 1938  | [ 71 ] |
| 29  | Lucjan Józefowicz                  | Ciclista                                                              | Polónia                  | 1935  | [ 72 ] |
| 30  | Eurico dos Santos Veloso           | Prelado                                                               | Brasil                   | 1933  | [ 73 ] |